# Árbol Gordo
Árbol Gordo es un barrio de la ciudad de Sevilla (España), perteneciente al distrito San Pablo-Santa Justa. Está situado en la zona norte del distrito. Limita al norte con el barrio de Santa María de Ordás; al este, con el barrio de Zodiaco; al sur, con el barrio de San Carlos-Tartessos; y al oeste, con el barrio de Fontanal-María Auxiliadora-Carretera de Carmona.
Tiene una población de 1.250 habitantes.

## Inundación
En 1961, durante la riada del Tamarguillo, la última gran inundación sufrida por la ciudad de Sevilla, al encontrarse muy cercano al punto donde se rompió la defensa del Tamarguillo fue una de los primeras zonas de la ciudad en quedar inundada y una de las que mayor castigo recibió.